# Palmdale
Palmdale és una ciutat dels Estats Units a l'estat de Califòrnia. Segons el cens del 2010 tenia 152.622 habitants.

## Demografia
Segons el cens del 2008, Palmdale tenia 147.897 habitants, 34.285 habitatges, i 28.113 famílies. La densitat de població era de 429,2 habitants/km².
Dels 34.285 habitatges en un 54,6% hi vivien nens de menys de 18 anys, en un 59,8% hi vivien parelles casades, en un 16,2% dones solteres, i en un 18% no eren unitats familiars. En el 13,9% dels habitatges hi vivien persones soles el 3,8% de les quals corresponia a persones de 65 anys o més que vivien soles. El nombre mitjà de persones vivint en cada habitatge era de 3,4 i el nombre mitjà de persones que vivien en cada família era de 3,72.
Per edats la població es repartia de la següent manera: un 38% tenia menys de 18 anys, un 8,5% entre 18 i 24, un 31,1% entre 25 i 44, un 16,8% de 45 a 60 i un 5,6% 65 anys o més.
L'edat mediana era de 28 anys. Per cada 100 dones de 18 o més anys hi havia 92,4 homes.
La renda mediana per habitatge era de 46.941 $ i la renda mediana per família de 49.293 $. Els homes tenien una renda mediana de 42.190 $ mentre que les dones 29.401 $. La renda per capita de la població era de 16.384 $. Entorn del 12,9% de les famílies i el 15,8% de la població estaven per davall del llindar de pobresa.

## Poblacions més properes
El següent diagrama mostra les poblacions més properes.